# Spagna
Spagna (nacida Ivana Spagna, Valeggio sul Mincio, Italia, 16 de diciembre de 1954) es una cantante, autora y escritora italiana.

## Carrera
Spagna comenzó su carrera en los años 1970. Desde principios y hasta mediados de los años 80 fue compositora de numerosos artistas italo disco, junto a su hermano Giorgio (Theo) y Larry Pignagnoli. Los proyectos más importante fueron Baby's Gang y Fun Fun (en este último puso además la voz principal y los coros junto a Angie St Philips y Antonella Pepe) y participando en los coros de muchísimos artistas del estilo.
Ya en 1983, y cantando en inglés, se dio a conocer como Yvonne Kay con una versión italo disco del tema de The Love Machine - I'v Got The Music In Me y en 1985 con un tema inédito, Rise Up (For My Love).
Pero fue en 1986 cuando se dio a conocer con su propio apellido Spagna y un tema hecho en el estudio de casa con su hermano Theo y Larry Pignagnoli, Easy Lady (1986) que fue un gran éxito en toda Europa. En 1987 realizó su segundo éxito musical, Call Me, con el mismo estilo italo disco, que se ubicó como número 1 en las listas de Europa, en el segundo lugar de sencillos del Reino Unido (siendo aún hoy la posición más alta alcanzada por una artista italiana en dicho país), y llegó al número 13 en la lista dance de Billboard.
Ese mismo año lanzó su primer álbum (que incluía los dos sencillos anteriores), titulado Dedicated To The Moon, del cual vendió 500 000 copias y ganó un premio internacional por haber sido el álbum más vendido en CD ese año.
En 1988 lanzó otros temas, Every Girl and Boy, éxito en el Reino Unido y I Wanna Be Your Wife de un álbum dance-rock titulado You Are My Energy y, en 1990, Spagna se mudó a los Estados Unidos patrocinada por Sony Music. Vivió en Santa Mónica, trabajando en su nuevo álbum pop No Way Out. Esta colección incluía una canción escrita por Diane Warren (There's A Love), y los dos sencillos que lanzó en Estados Unidos, Love At First Sight y Only Words.
En 1993 Spagna regresó a Europa, y grabó Matter Of Time, considerado por muchos como su mejor álbum, incluyendo nuevas baladas y ritmos dance.
En 1995, después del lanzamiento de su último sencillo internacional (Lady Madonna), comenzó a cantar en su lengua nativa, el italiano. Participó varias veces en el Festival de San Remo, el concurso de música más importante de Italia, quedando tercera con su canción Gente Come Noi, que se transformó en el éxito más grande de ese año en su país.
Desde entonces, Spagna lanzó muchos álbumes exitosos cantados en italiano, hasta que en 2003, dejó Sony Music para volver a cantar en inglés. Se asoció a una discográfica suiza independiente (B&G), y grabó Woman, un álbum dance-pop con ocho nuevas canciones en inglés, un par en castellano y una en francés. Este álbum fue lanzado en España con la canción No digas te quiero (versión en castellano de Never say you love me) que fue presentada en el campeonato de windsurf de las Islas Canarias. En 2004 realizó una nueva versión remezclada de Easy Lady que fue reproducida por las emisoras de radio a lo largo de toda Europa.
Los catorce álbumes de Spagna han vendido un total de 10 millones de copias en todo el mundo.
En febrero de 2006 participó en el Festival de San Remo con la canción Noi Non Possiamo Cambiare, y en mayo de 2006 se ubicó tercera en el programa de telerrealidad italiano Music Farm.
En junio de 2007 lanzó la canción You Raise Me Up, colaborando con los cantantes italianos Ron y Tristan B.
En julio de 2008 salió en la venta en Suiza y Alemania el sencillo dance titulado Dancing On The Beach, colaborando con el cantante suizo Robb Col. El sencillo no sale a la venta en Italia y tiene mucho éxito en Suiza.
El 5 de diciembre de 2008 recibe la laurea honoris causa en Ciencias de las Comunicaciones en Roma.
El 20 de febrero de 2009 sale a la venta el EP Lola & Angiolina Project, en colaboración con la famosa cantante de rock italiana Loredana Bertè.
En noviembre de 2010, Spagna grabó su nuevo álbum llamado Il Cerchio della Vita, reinterpretando todas las canciones más famosas de los dibujos animados de Disney y llegó al número 7 en la lista pop de "ibs.it".
En 2012, lanzó un nuevo álbum en inglés, Four, con artistas como Brian Auger, Eumir Deodato, Dominic Miller, Lou Marini, Gregg Kofi Brown, Fabrizio Bosso y Ronnie Jones.
En 2014, volvió a la música de baile en colaboración con los productores de sus orígenes. Lanzó el sencillo The Magic of Love y en 2015, otros dos singles: Baby not go y Straight to Hell, con un video inspirado en The Curious Case de Benjamin Button. 
En 2019, publicó "Cartagena", una nueva canción pop en colaboración con Jay Santos. La canción ha vendido 200,000 copias, su mejor puntaje desde fines de los años 1990.
El 25 de octubre de 2019 Sale a la venta un nuevo álbum en italiano titulado "1954" por el año de su nacimiento.

## Discografía
- Dedicated To The Moon (1987)
- You Are My Energy (1989)
- No Way Out (1991)
- Spagna&Spagna: Greatest Hits (1993)
- Matter Of Time (1993)
- Siamo In Due (1995)
- Lupi Solitari (1996)
- Indivisibili (1997)
- E che mai sarà: le mie più belle canzoni (1998)
- Domani (2000)
- La nostra canzone (2001)
- Woman (2003)
- L'arte di arrangiarsi (2004)
- Diario Di Bordo (2005)
- Diario di bordo - Voglio sdraiarmi al sole (2006)
- Lola & Angiolina Project: I love you (junto a Loredana Bertè) (2009)
- Buon Natale (2010)
- Il Cerchio della vita (2010)
- Four (2012)
- 1954 (2019)